# Eugène Viollet-le-Duc

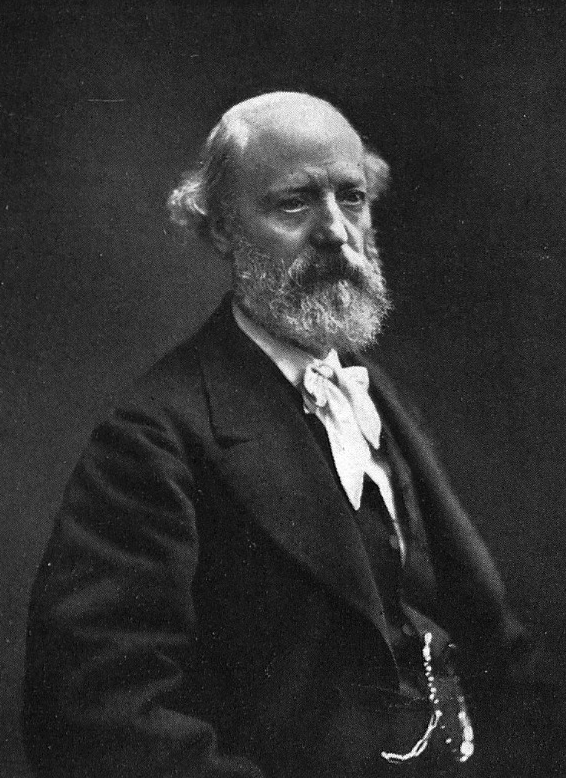
Eugène Viollet-le-Duc (Porträt von Nadar)

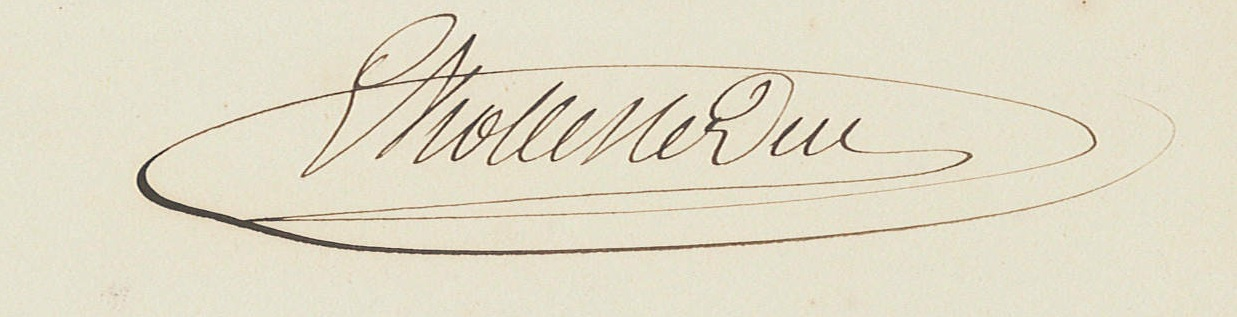
Signatur

Eugène Emmanuel Viollet-le-Duc (* 27. Januar 1814 in Paris; † 17. September 1879 in Lausanne, Schweiz) war ein französischer Architekt, Denkmalpfleger und Kunsthistoriker; er erlangte Berühmtheit durch seine Restaurierungen mittelalterlicher Bauwerke und seine wissenschaftlichen Arbeiten zur Architekturgeschichte. Er gilt als Wegbereiter des Jugendstils.

## Leben
Viollet-le-Ducs Großvater war Architekt, sein Vater Emmanuel Louis Nicolas Viollet-le-Duc ein hochrangiger Beamter, der 1816 der Inspekteur der königlichen Residenzen Ludwigs XVIII. geworden war. Sein Onkel Étienne-Jean Delécluze war Maler und Autor. 
Viollet-le-Duc wurde Schüler von Jacques-Marie Huvés und Achille Leclères und studierte 1836–37 in Italien und Sizilien, insbesondere in Rom und Taormina, die Reste der antiken Kunst. Auch im Süden von Frankreich machte er eine Vielzahl qualitativ hochwertiger Zeichnungen von historischen Monumenten.
Ab den frühen 1840er Jahren trug er erheblich zur Restaurierungsbewegung mittelalterlicher Bauten in Frankreich bei. Von Prosper Mérimée wurde er 1840 beauftragt, die Abteikirche von Vézelay zu restaurieren. Dies war der Beginn einer langen Reihe von Restaurierungsarbeiten (Notre-Dame in Paris, Kathedralen von Saint-Denis, Amiens, Reims, Clermont-Ferrand, die Befestigungsanlagen von Carcassonne, Basilika Saint-Sernin in Toulouse, Schloss Pierrefonds, Schloss Roquetaillade etc.), aufgrund derer Viollet-le-Duc zum führenden Restaurator in Frankreich wurde. Er war nie Generalinspektor der historischen Denkmäler in Frankreich, wurde aber 1853 Oberaufseher aller Sakralbauten Frankreichs (Inspecteur général des édifices diocésains).
Zu seinen besonderen Leistungen zählt auch die Erforschung der mittelalterlichen Baukunst. Viollet-le-Duc veröffentlichte seine Forschungsergebnisse zwischen 1854 und 1868 im zehnbändigen Dictionnaire raisonné de l’architecture française du XIe au XVIe siècle (Wörterbuch der französischen Architektur des 11. bis 16. Jahrhunderts). Hierfür fertigte er während seiner Forschungsreisen eine Vielzahl qualitativ hochwertiger Zeichnungen an, die Grundrisse, Aufrisse und Details dokumentieren sowie seine Rekonstruktionsversuche mittelalterlicher Bauten zeigen.
Seine Kenntnisse mittelalterlicher Bautechnik kamen sowohl der Restaurierung historischer Bauten als auch der Lösung zeitgenössischer Bauaufgaben zugute. Mit seinen Entwürfen trug Viollet-le-Duc zur Architektur des Historismus bei. Die Tätigkeit von Viollet-le-Duc im Bereich der Denkmalpflege ist in der Forschung umstritten. Restaurierte Bauten konnten in einem Zustand enden, den diese zuvor nie hatten. Bisweilen werden Viollet-le-Duc und seine Schüler auch pejorativ als „vandalisme restaurateurs“ (Restaurierungs-Vandalen) bezeichnet. Es wurde lange angenommen, dass John Ruskin ein entschiedener Gegner der Restaurationen von Viollet le Duc war. Seit einer genauen Analyse von Ruskins Schriften im Jahr 2018 stellt sich jedoch heraus, dass er Viollet le Duc nie zu diesem Thema kritisiert hat.
Das Ansehen, in dem Viollet-le-Duc stand, kann man daran sehen, dass Napoléon III. ihn 1865, zusammen mit Aimé Millet, beauftragte, die Statue von Vercingetorix in Alise-Sainte-Reine zu bauen. 1869 wurde Viollet-le-Duc als einer der ersten Ausländer zum Ehrenmitglied (Hon. R.A.) der britischen Royal Academy of Arts gewählt. Im Deutsch-Französischen Krieg 1870–71 half er als Ingenieur Paris zu verteidigen (vgl. sein Mémoire sur la défense de Paris) und spielte seitdem auch als überzeugter Republikaner eine politische Rolle in Frankreich. Gegen Ende seines Lebens zog er nach Lausanne in der französischsprachigen Schweiz.
Die Académie royale des Sciences, des Lettres et des Beaux-Arts de Belgique (Classe des Beaux-Arts) nahm ihn 1863 als assoziiertes Mitglied auf. 1876 wurde er in die American Academy of Arts and Sciences gewählt. Viollet-le-Duc wurde auf dem Cimetière du Bois-de-Vaux, dem Hauptfriedhof der Stadt Lausanne, beerdigt. Das Grab besteht noch (Stand September 2017). Dagegen wurde seine Villa La Vedette in Lausanne hundert Jahre nach ihrer Errichtung 1975 – im Europäischen Denkmalschutzjahr (!) – abgebrochen.

## Familie
Viollet-le-Duc heiratete am 3. Mai 1834 in Paris Elisabeth Tempier. Das Paar hatte zwei Kinder (Eugène Louis und Marie Sophie, die mit dem Architekten Maurice Ouradou verheiratet war). Es trennte sich jedoch einige Jahre nach der Heirat.

## Ehrungen
- Kaiserlicher Orden von Mexiko (1865)
- Ehrenmitglied (Hon. R.A.) der britischen Royal Academy of Arts (1869)
- Kommandeur der Ehrenlegion (1869)
- Orden der Rose des Kaiserreichs Brasilien (1873)
- Sankt-Stanislaus-Orden von Russland (1878)

## Werk (Auswahl seiner Restaurierungsarbeiten)

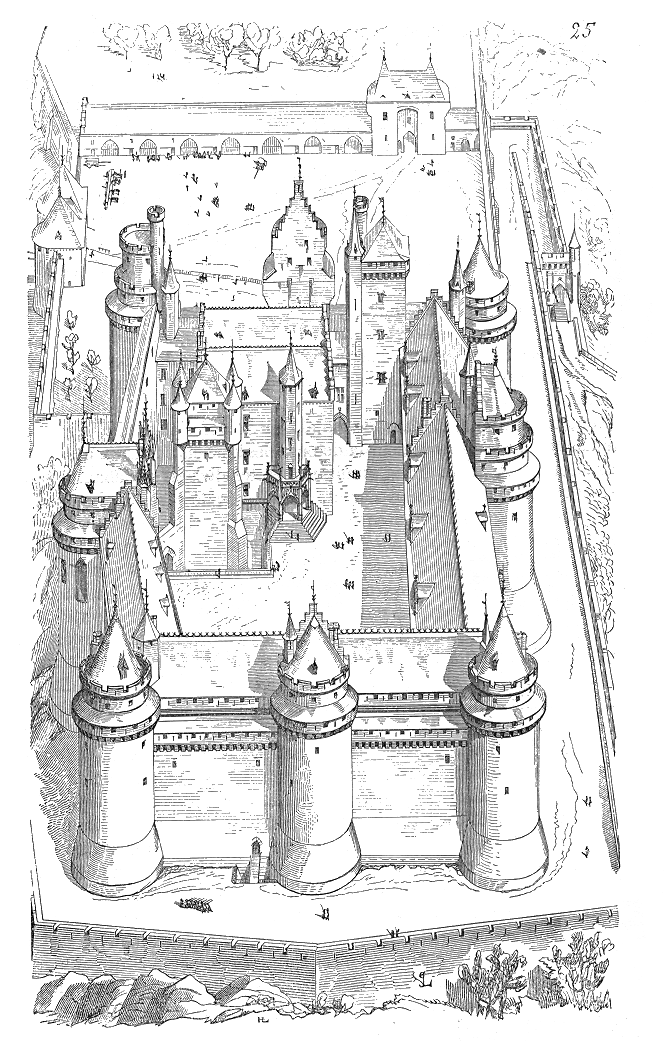
Rekonstruktionszeichnung Viollet-le-Ducs für die Burg Pierrefonds

### Kirchen
- Ste-Marie-Madeleine de Vézelay
- Notre Dame de Paris
- Basilika Saint-Denis bei Paris
- Vollendung der Kathedrale von Clermont-Ferrand
- Saint-Louis de Poissy
- Semur-en-Auxois
- Basilika St-Nazaire-St-Celse in Carcassonne
- St-Sernin de Toulouse
- Kapelle Roquetaillade

### Rathäuser
- Saint-Antonin
- Narbonne

### Stadtmauern, Burgen und Schlösser
- Schloss Roquetaillade
- Schloss Pierrefonds
- Stadtbefestigung von Carcassonne
- Stadtmauer Avignon
- Burg Coucy
- Schloss La Flachère

### Sonstige Profanbauten
- Bischofspalast in Sens

## Einige Schüler

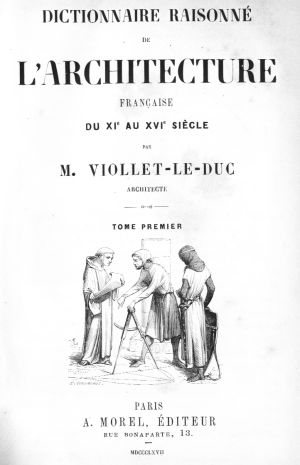
Titel des Dictionnaire raisonné de l’architecture française du XIe au XVIe siècle (Paris, 1868)

- Paul Abadie (1812–1884), Architekt und Denkmalpfleger
- Anatole de Baudot (1834–1915), Architekt, Denkmalpfleger und Architekturhistoriker
- Émile Boeswillwald (1815–1896), Architekt und Denkmalpfleger
- Édouard Corroyer (1835–1904), Architekt
- Eugène Millet (1819–1879), Architekt
- Maurice Oradou

## Schriften
- Dictionnaire raisonné de l’architecture française du XIe au XVIe siècle, 10 Bände, Paris 1854–1868. – Digitalisate: Band 1, Band 2, Band 3, Band 4, Band 5, Band 6, Band 7, Band 8, Band 9, Band 10. (Deutsche Teilausgabe: Definitionen. Sieben Stichworte aus dem Dictionnaire raisonné de l’architecture mit einem deutsch-französischen Inhaltsverzeichnis der neunbändigen Ausgabe des „Dictionnaire“ von 1869. Birkhäuser Architektur Bibliothek, Basel u. a. 1993)
- Dictionnaire raisonné du mobilier français de l’époque Carlovingienne à la Renaissance. Mehrbändiges Werk. Paris 1868. elektronisches Dokument, Volltext
- Histoire de l’habitation humaine. Paris 1875. elektronisches Dokument, Volltext
- Entretiens sur l’architecture. 2 Textbände und 1 Tafelband. Paris 1863–1872, doi:10.3931/e-rara-4694
- Cités et ruines américaines (1862–63, mit Atlas)
- Chapelles de Notre-Dame de Paris (1869)
- Habitations modernes (1874–75, 2 Bde.)
- L'art russe (1877)
- De la décoration appliquée aux édifices  (3. Aufl. 1893)